# Гірчанка бідноцвіта
Гірчанка бідноцвіта, гіркуша малоквіткова (Picris pauciflora) — вид квіткових рослин з родини айстрових (Asteraceae).

## Біоморфологічна характеристика
Це однорічна рослина 10–45 см. Стебло гіллясте, прямовисне. Листки ланцетні, виїмчасто-зубчасті або майже цілісні. Кошики поодинокі на верхівках гілок. Ніжки кошиків при плодах вгору потовщені і під кошиком з перетяжкою. Зовнішні листочки обгортці лінійні, з колючками; внутрішні — з опуклим кілем. Віночок блідо-жовтий, майже вдвічі довший за обгортку. Зовнішні сім'янки від 5 до 12 мм зігнуті, зморшкуваті, зверху загострені в короткий (до 1 мм довжиною) носик; чубчик перистий, 2-рядний, зі щетинками.

## Поширення
Поширений у смузі від Франції до Ірану: Албанія, Болгарія, Кіпр, Франція, Греція (у т. ч. Східно-Егейські острови, Крит), Іран, Ірак, Ліван, Сирія, Північний Кавказ, Ізраїль, Швейцарія, Азербайджан, Вірменія, Грузія, Туреччина (у т. ч. європейська), Крим — Україна, Хорватія, Македонія.
В Україні вид росте на кам'янистих і сухих схилах — у Криму.